# Halford Mackinder
Sir Halford John Mackinder (15. února 1861 Gainsborough, Lincolnshire – 6. března 1947) byl britský geograf, považovaný za jednoho ze zakladatelů geopolitiky a geostrategie. Působil jako profesor univerzity v Oxfordu a Londýně, člen Královské geografické společnosti a poradce britské vlády při Pařížské mírové konferenci.

## Geopolitické teze

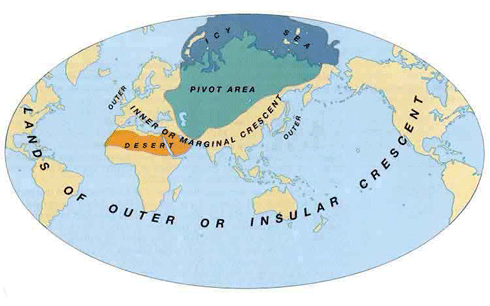
Geopolitická mapa teorie Heartlandu

Roku 1904 pronesl pro Královskou zeměpisnou společnost přednášku The Geographical Pivot of History (Zeměpisný základ historie), ve které formuloval tzv. teorii Heartlandu. Název Heartland vznikl složením anglického heart - srdce a land - země. Tato událost se považuje za počátek anglické geopolitiky, i když autor sám takový pojem nepoužíval. Předpokládal však, že zeměpisné skutečnosti jsou zásadně určující pro mezinárodní politiku. Za podstatu historického vývoje považoval schopnost světových mocností ovládnout geostrategická území světa. Tyto představy jsou výrazně deterministické.
Po celé dějiny to měly být ty mocnosti, které ovládaly mořeplavbu. V 19. století došlo k zásadní změně v možnostech přepravy a tím i ke změně vojenských možností. S rozšířením železnice se rozšířily vojenské možnosti pevninských států na úkor těch států, které ovládaly moře.
Mackinder považoval Evropu, Asii a Afriku za jeden „světový ostrov“, za jehož zásadní část považoval území, které velmi přibližně odpovídá současnému Rusku. Svou představu o významu jednotlivých částí světa vyjádřil takto:
Ve své nejdůležitější práci Demokratické ideály a skutečnost: studie politiky rekonstrukce tvrdí, že
- " Kdo ovládá Východní Evropu, ovládá Heartland."
- " Kdo ovládá Heartland, ovládá Světový ostrov."
- " Kdo ovládá Světový ostrov, ovládá svět."

Po první světové válce proto dokládal nutnost udržet východní Evropu rozdělenou a oddělenou od Heartlandu, tj. od Ruska. Na Pařížské mírové konferenci oponoval wilsonovskému demokratickému idealismu na základě zeměpisného determinismu, budoucí geopolitiky.

## Dílo
- Geographical Pivot of History (1904)
- Democratic Ideals and Reality (1919)
- The Round World and the Winning of the Peace (1943)